# Compagnie royale asturienne des Mines

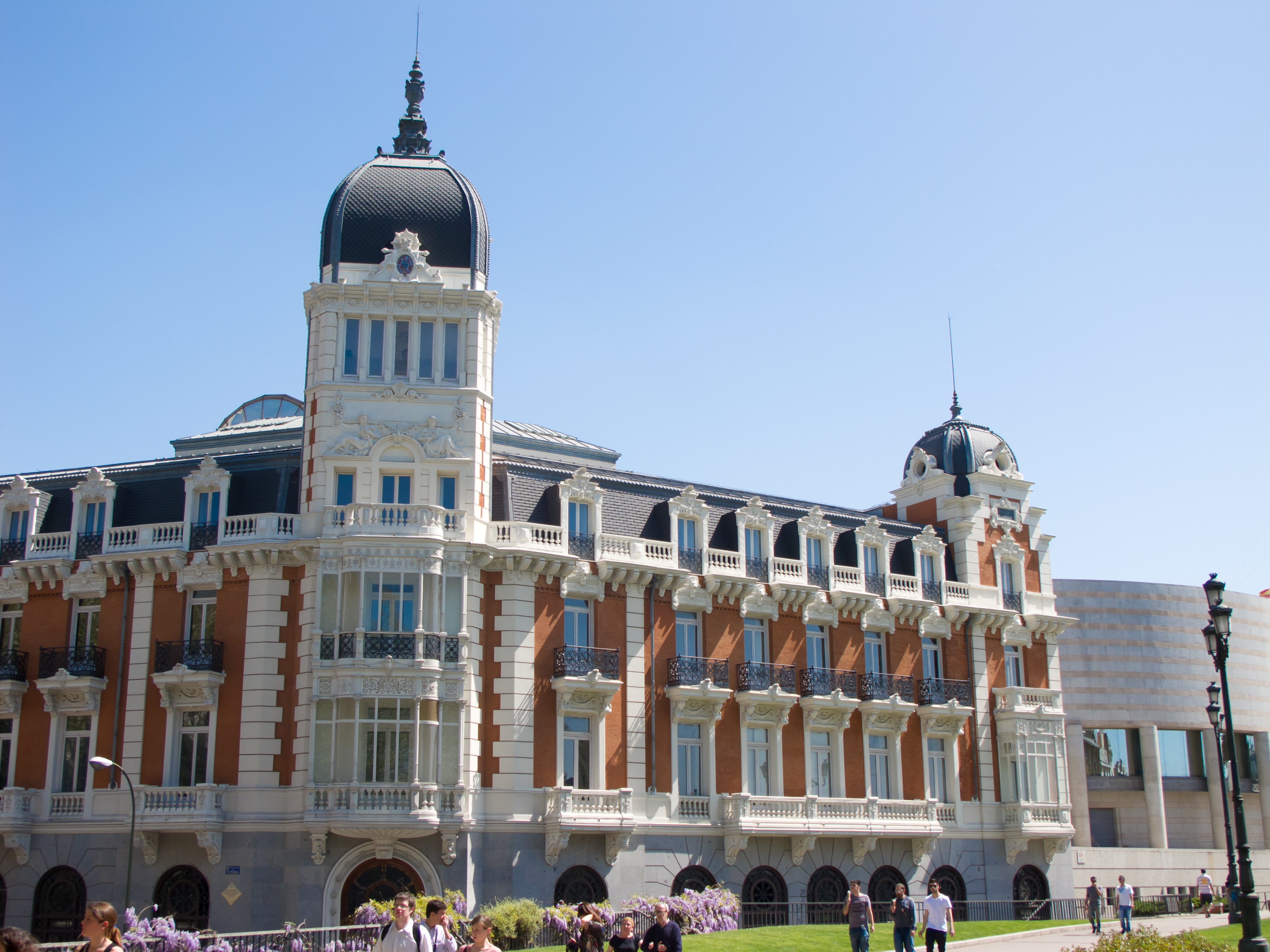
Compagnie royale asturienne des Mines, à Madrid.

La Compagnie royale asturienne des Mines est une société productrice de zinc fondée  le 16 mai 1853 est établi à Bruxelles, devant le notaire Florencio Felix Victor Bourdin, la société Société pour la production du zinc en Espagne, avec la présence de Felipe Riera, Marqués de Casa Riera, Adolphe Lesoinne, Jules Jean Maximilien Vanderheyden à Hauzeur et Jonathan-Raphaël Bischoffsheim. En plus de ces personnes, sont également partenaires dans la nouvelle société Joaquin Maria Ferrer (représenté par Philippe Riera), les héritiers de Nicolas-Maximilien Lesoinne (représenté par Adolphe) et les frères Zabala, les propriétaires des forges à Tolosa (Guipuscoa) (représenté par Jules Hauzeur).
Le but de la société était l'extraction du charbon dans le prix du charbon des Asturies, l'extraction de zinc et de plomb dans les concessions de Guipuscoa, et la transformation de ces minéraux, pour une période de 90 ans.
La compagnie a participé à la création d'un premier cartel du zinc en 1885, qui avait stoppé cinq années d'expansion de la production dans les mines de zinc espagnoles.